# Spartacus (slavenleider)
Spartacus was een gladiator uit de Romeinse Republiek, die een grote slavenopstand leidde die duurde van 73 tot 71 v.Chr. Zijn leger van ontsnapte slaven wist een tijd lang stand te houden tegen het Romeinse leger in verschillende veldslagen. Er waren al eerdere grote slavenopstanden geweest in de Romeinse Republiek die bekend zouden worden als de Servielenoorlogen of Slavenoorlogen. Deze opstand was de laatste en grootste en zou de geschiedenis in gaan als de derde slavenoorlog.

## Vroege leven
De bronnen over Spartacus zijn niet altijd even betrouwbaar en spreken elkaar nog wel eens tegen. Spartacus kwam oorspronkelijk uit de regio Thracië. Sommige bronnen veronderstellen dat Spartacus een gevangen soldaat of deserteur was die later een tijd in het Romeinse leger diende. Het is mogelijk dat Spartacus diende als vrijwilliger in het Romeinse leger, in de auxilia (hulptroepen bestaande uit vreemdelingen). Yann Le Bohec, een Franse historicus en gespecialiseerd in de Romeinse geschiedenis, weerlegt deze hypotheses in zijn boek Spartacus - chef de guerre, (uitgegeven in 2016 bij Tallandier), en baseert zich op het werk van de Romeinse geschiedschrijver Marcus Terentius Varro Reatinus, die stelt dat Spartacus behoorde tot een vrije familie die door het Romeinse leger op jonge leeftijd onrechtmatig gevangen werd genomen en in Rome, ondanks zijn protesten, als slaaf werd verkocht aan een gladiatorenschool in Capua, eigendom van de lanista Lentulus Batiatus. Volgens de Romeinse geschiedschrijver Lucius Annaeus Florus zou Spartacus daar een opleiding gekregen hebben van een murmillo.

## Derde Slavenoorlog
In 73 v.Chr. ontsnapte Spartacus met zo'n 73 andere gladiatoren uit de school. Dit lukte door messen uit de keuken te gebruiken en zich daarmee door het gebouw te vechten en zo echte wapens te bemachtigen. Met buitgemaakte wagens wisten ze weg te komen. Twee andere leiders van de opstand die genoemd worden waren Crixus en Oenomaus. In de periode hierna plunderden ze de regio en bevrijdden andere slaven waardoor hun leger groeide. Het Romeinse leger was op dat moment grotendeels afwezig op het Italiaans schiereiland omdat het zowel tegen het Koninkrijk Pontus (Derde Mithridatische Oorlog) als tegen Quintus Sertorius moest vechten. Praetor Gaius Claudius Glaber werd door de senaat achter de opstandelingen aangestuurd met 3000 man.
Spartacus en zijn volgelingen trokken zich terug op de helling van de Vesuvius in de buurt van Napels. Het leger zette een kamp op langs de enige toegankelijke route met het plan hen uit te hongeren zodat ze zich zouden overgeven. Spartacus wist hen echter met een verrassingsaanval te verslaan door met zelfgemaakte touwen langs een steile helling af te dalen en vanuit een onbewaakte hoek aan te vallen. Hierna verspreidde het verhaal over Spartacus zich en sloten steeds meer ontsnapte slaven, deserterende soldaten en arme mensen zich bij hen aan, waaronder ook vrouwen, kinderen en bejaarden. Spartacus kreeg meerdere dorpen onder zijn gezag en liet hier wapens maken. In de winter die volgde wist Spartacus zijn leger te trainen tot een effectieve guerrilla. Tegelijkertijd plunderden ze een steeds groter gebied.
In de lente marcheerde Spartacus naar het noorden. Waarschijnlijk was Spartacus oorspronkelijk van plan om naar Gallië te vertrekken of naar gebieden ten noorden van de Alpen, maar later veranderden zijn plannen. Mogelijk gebeurde dit onder druk van zijn volgelingen. Het was waarschijnlijk moeilijk om de groep in de hand te houden en een deel van hen wilde waarschijnlijk doorgaan met plunderen terwijl anderen de stad Rome wilden aanvallen. Er zijn bronnen waarin beweerd wordt dat een deel van het leger van Spartacus inderdaad de Alpen overtrok, maar het grootste deel van Spartacus' leger trok weer zuidwaarts. De senaat stuurde wederom twee legioenen om hen te verslaan, maar ook dit mislukte.
De senaat, waar men nu besefte dat men te maken had met een niet te onderschatten tegenstander, vroeg Marcus Licinius Crassus (in die tijd de rijkste man van Rome) om Spartacus te verslaan. Hij werd op pad gestuurd met 40.000 soldaten die hij tot het uiterste disciplineerde door zelfs de methode van decimatie toe te passen. Spartacus trok weer naar het noorden, waarbij meerdere confrontaties met Crassus' leger volgden en Crixus gedood werd. Om Crixus te eren liet Spartacus gevangen Romeinse soldaten als gladiatoren vechten.

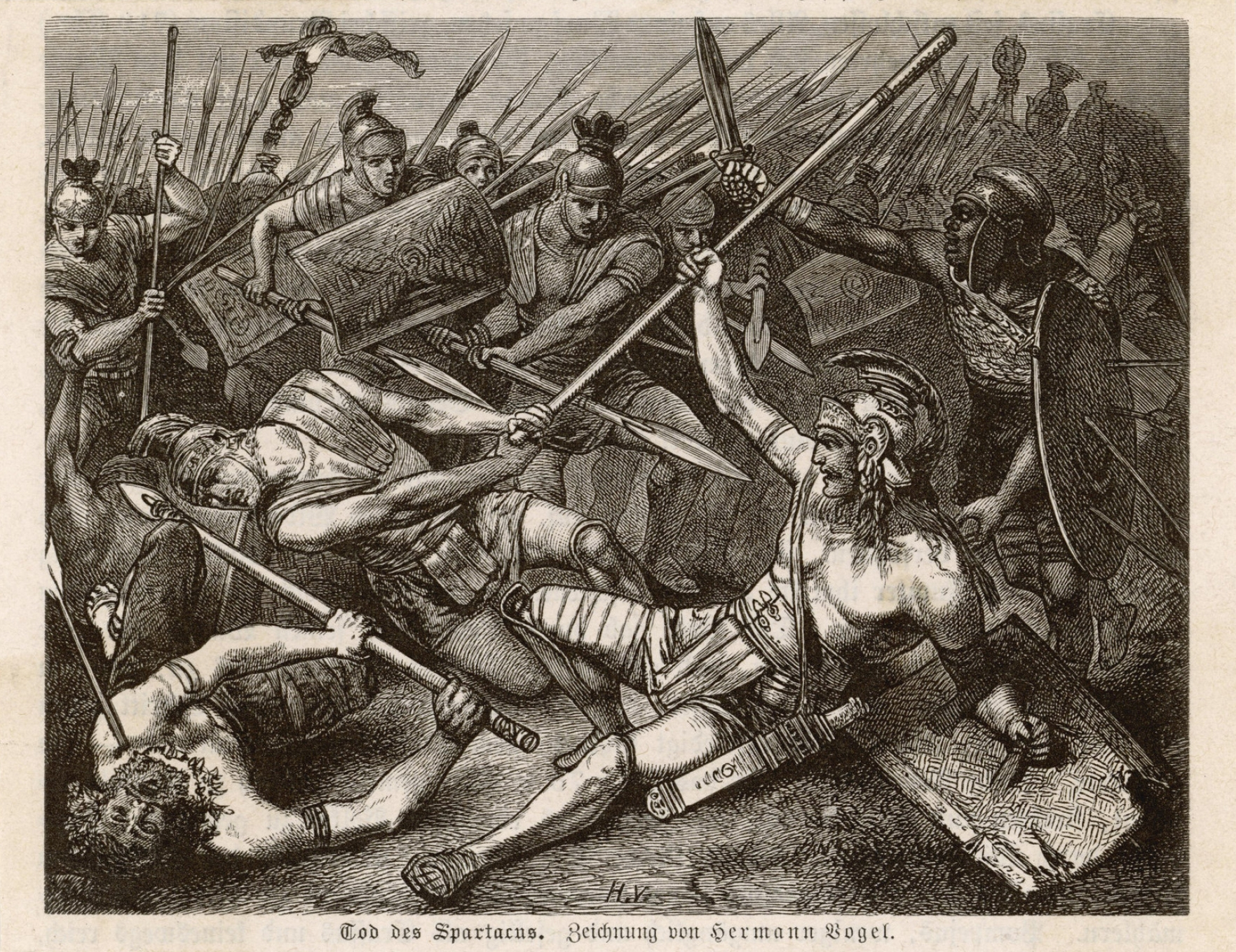
De dood van Spartacus, getekend door Hermann Vogel

De opstandelingen werden steeds verder naar het zuiden gedreven. Spartacus deed een poging om naar Sicilië te ontsnappen in de hoop hier nieuwe aanhangers te rekruteren. Hij sloot een overeenkomst met Cilicische piraten die 2000 man zouden overzetten, maar na betaling gingen de piraten er vandoor. Hierna ging het mis. De Romeinse senaat liet de legers van Pompeius en Lucullus terugkomen van respectievelijk het Iberisch Schiereiland en Asia Minor. Een deel van de opstandelingen wist naar Strongoli te ontsnappen. Spartacus probeerde nog een overeenkomst te sluiten met Crassus, waarschijnlijk in de hoop dat Crassus bang was om overschaduwd te worden als Pompeius Spartacus zou verslaan, maar Crassus sloeg dit af. In de buurt van Senerchia vond de beslissende slag plaats en werd Spartacus verslagen. Een slachting volgde en waarschijnlijk werd ook Spartacus gedood, maar helemaal zeker is dat niet. Als waarschuwing werden 6000 opstandelingen gekruisigd langs de Via Appia waar ze jaren zouden blijven hangen.
Het zou bijna tweeduizend jaar duren voordat er een opstand zou volgen die groter was dan die van Spartacus, namelijk de Haïtiaanse Revolutie (1791—1804), en de naam Spartacus zou de geschiedenis ingaan als synoniem voor het vechten voor vrijheid.

## Film en theater

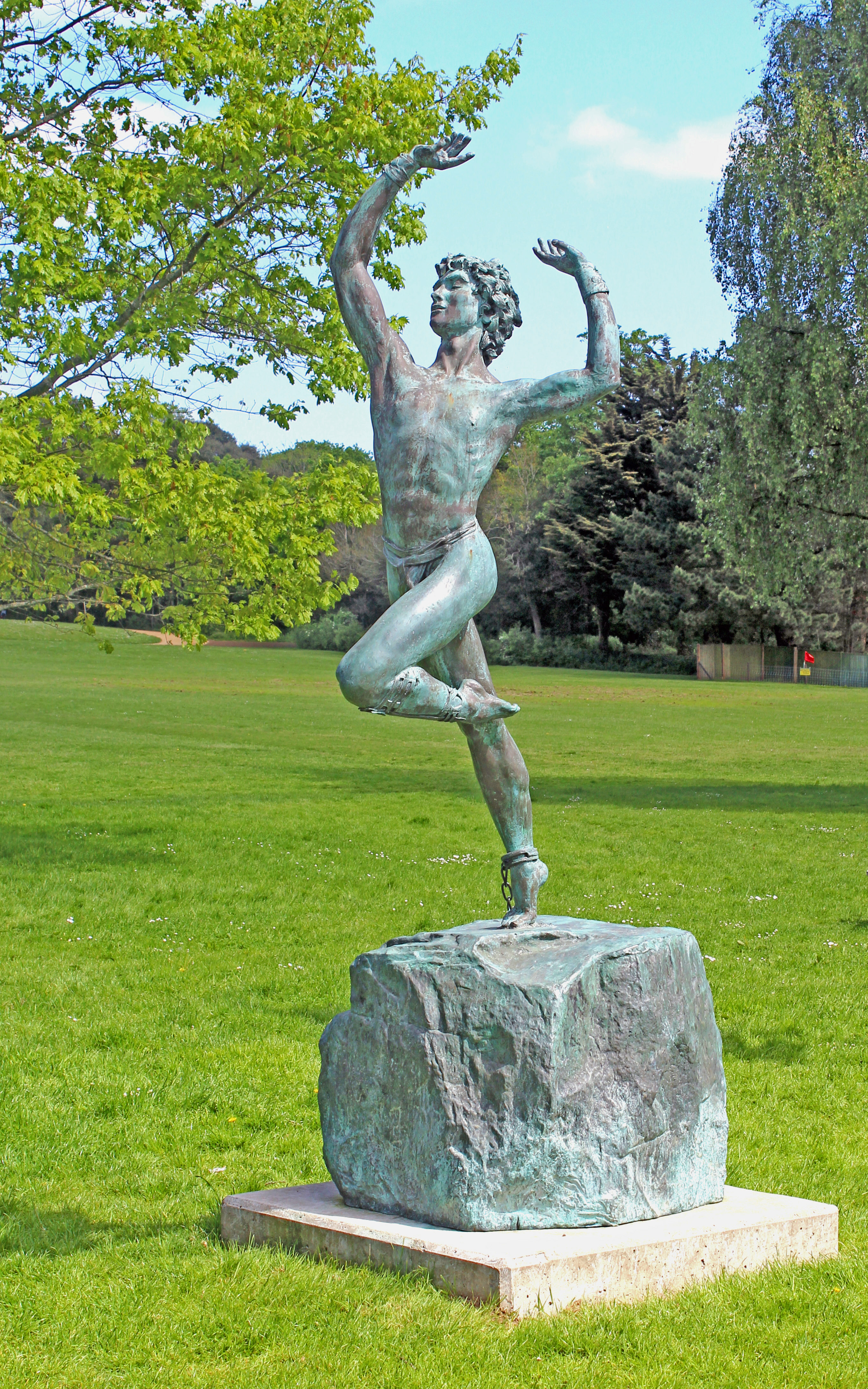
Standbeeld in Chichester, Engeland, van een danser die Spartacus voorstelt

- Aram Chatsjatoerjan componeerde in 1954 een ballet over dit onderwerp. Het werd voor het eerst in 1956 in Leningrad opgevoerd. Het is echter de versie uit 1968 van choreograaf Yury Grigorovich die het stuk tot een klassieker maakte in het repertoire van het Bolsjojballet en andere Russische dansgezelschappen uit de voormalige Sovjet-Unie en dat tot heden nog wordt opgevoerd. Het adagio van Spartacus en Phrygia uit de suite van dit ballet werd een bekend muziekstuk.
- Stanley Kubrick maakte in 1960 de film Spartacus met Kirk Douglas in de hoofdrol. Zijn tegenspeler is Laurence Olivier (in de rol van Crassus). Verder met onder anderen Tony Curtis en Peter Ustinov.
- In 2004 werd het verhaal van Spartacus nogmaals verfilmd als miniserie voor tv (Spartacus). Ditmaal met Goran Višnjić in de hoofdrol en als tegenspeler Angus Macfadyen als Crassus.
- In 2010 verscheen de Amerikaanse serie Spartacus.